# Інкське право
Інкське право — правова система, що існувала в державі інків Тауантінсую. Вперше була реформована за часи володарювання Сапи Інки Пачакутека. Відбувала державний, релігійний та соціальний розвиток імперії, увібрала в себе особливості традицій андських народів та держав, що були підкорені інками. Водночас, насамперед, підкреслювало панівне становище династії та авторитарний характер Сапа Інки.

## Особливості
Право інків брало свої витоки з неписьмового права, що спиралося на звички та традиції. До тепер дійшли лише окремі закони часів імператорів Інків. Разом з цими законами й далі зберігалося неписьмове право.
Починаючи з Пачакутека або його спадкоємця Тупак Юпанкі, закони реєструвалися і «записувалися» окремими чиновниками в кіпу, а іншими чиновниками проголошувалися на Рімаку, одній з площ столиці Куско. В основі юстиції лежали точні і ясні принципи. Так, важливим був принцип, згідно з яким кримінальний злочин, скоєний представником еліти, кваліфікувався як більш серйозний проступок, ніж провина представника «хатун руна», тобто простого народу. Відповідно до іншого принципу: якщо злочин було скоєно не з ініціативи правопорушника, а за намови іншої особи, покаранню підлягав ініціатор порушення закону, а не сам злочинець.
Питання винуватості чи ні вирішував суддя. Проте в інків не було посади судді в сучасному розумінні. У випадку, якщо правопорушення не мало занадто шкідливого для держави характеру, тобто не виходили за рамки того чи іншого селища, в ролі суддів виступали камайокі та місцеві кураки. Більш серйозні кримінальні злочини перебували у віданні «державних інспекторів» (тукуірікуки), що регулярно відвідували усі села держави. Над ними стояв своєрідний трибунал з 12 суддів. Злочини проти безпеки держави, і особливо злочини, вчинені представниками еліти, перебували в компетенції самого Сапа Інки. Він вершив суд за участю кількох інших членів «кримінального сенату». Цей вищий суд засідав у столиці — Куско. Судочинство повинно було здійснюватися протягом 5 діб.
Суддя брав до уваги своєрідний «коефіцієнт інтелігентності» правопорушника, тобто його здатність усвідомити серйозність скоєного. Звідси виносився суворий або більш м'який присуд.
Інкське право не передбачало апеляції. Судовий розгляд відбувалося швидко і майже завжди публічно. Як свідків викликалися тільки чоловіків, оскільки за рішенням імператора Тупак Юпанкі, жінки не можуть бути свідками, оскільки вони від природи брехливі й недостойні довіри.
У випадку тяжкого злочину за наказом Сапа Інки підозрюваного відправляли до в'язниці-санкай, де знаходилися хижі птахи та звірі, отруйні змії та комахи. Тут підозрюваний проводив 48 годин. Якщо він виживав, то вважався невинуватим у злочині та отримав виправдальний вирок та багате винагородження від Інки.

## Галузі
В його складі виділяють дві великі галузі: право цивільне і право кримінальне. У Тауантінсую, де ще на моменту приходу іспанців ще не було розвитого інституту приватної власності й були відсутні повноцінна торгівля, не було грошей, відповідно накопичення капіталу, кредитів, лихварства, незрівнянно більше значення мало право кримінальне і відповідно приділялася особлива увага таким поняттям, як «злочин» і «покарання». Автором інкського кримінального «кодексу» став імператор Інка Пачакутек.
Злочином було не лише порушення законів, за нього розглядався також непослух самому Інці, який вважався символом держави, творцем її законів. Відповідно злочин розцінювався як святотатство, наруга над священними засадами суспільства, що трималося на сонячній релігії інків.
Співучасником по кожній кримінальній справі виступав і «камайок», тобто чиновник, який відповідав за десятковий «підрозділ», до якого правопорушник належав. У випадку державних злочинів діяв колективний тип покарання: за 1-го відповідала громада.
Приводом для судового розгляду служила скарга про вчинення кримінального злочину, яку чиновнику імперії, наділеному відповідними судовими повноваженнями, передавав або сам потерпілий, або яка-небудь інша особа. Після цього правопорушника заарештовували й утримували під наглядом до початку судового розгляду у в'язниці (санкай або суанкай).
У тому випадку, якщо злочин скоював малолітній, покаранню піддавався його батько. Коли особливо небезпечний злочин скоював простолюдин, покаранню підлягали всі жителі його селища.

## Види злочинів
- державна зрада;
- порушення дому «наречених Сонця», позбавлення останніх незайманості;
- безбожництво, богохульство, невизнання могутності верховного божества інків Сонця;
- вбивства, найжорстокішим з яким вважалося вбивство батьків та рідних дітей;
- зґвалтування;
- перелюбство (за перелюбство серед знаті присуджувалося до страти, серед простого люду — до тортур);
- аборт (за ненародженого хлопчика — смерть, за дівчинку — 200 батогів);
- інцест;
- крадіжка майна;
- підпал державних будівель і умисне заподіяння шкоди цивільним спорудам, перш за все шляхам і мостам;
- неробство, лінощі.

## Присуди
Проте переважно за кожне правопорушення відповідно до законів імперії належало присудити злочинця до страти. Смертний вирок приводили у виконання самим різним чином: засуджених забивали камінням, вішали, скидали зі скелі, четвертували. Осіб, які загрожували безпеці держави, укладали у свого роду «камери смерті» з отруйними зміями, комахами та хижаками. Села, в яких мешкали державні злочинці, в покарання зрівнювалися з землею, а їхніх жителів страчували разом зі злочинцем. Тіло державного злочинця перетворювали в «руна-тіня» — «людину-барабан», з кісток робили маленькі флейти.
Чиновники, що недбало чи погано виконували свої обов'язки, засуджувалися до особливого виду покарання — «івайє», сутність якого полягала в тому, що на спину правопорушнику з висоти 1 м скидали величезне каміння. Після «іваї» правопорушник, навіть якщо він виживав, до кінця днів своїх залишався калікою.
Існували також інші види покарання, а саме: вигнання, бичуванню, тортури, інколи справа обмежувалася лише публічним осудом. Водночас був відсутній такий тим покарання, як тюремне ув'язнення. У випадку зґвалтування дівчини злочинець міг уникнути покарання, лише оженившись з нею до судового розгляду.

## Результат
Діючи закони та загалом правова система в імперії Інків завдяки своєму суворому характеру тривалий час забезпечували внутрішній спокій та контроль панівної династії над усіма сторонами життя підданців. Перші хроністи Перу одностайно стверджують, що закони інків були дуже ефективні: завдяки своїй крайньої жорстокості вони утримували людей від злочинних діянь.